# Fàbrica de Farines (les Borges Blanques)
La fàbrica de Farines és un edifici de les Borges Blanques (Garrigues) inclòs a l'Inventari del Patrimoni Arquitectònic de Catalunya.

## Descripció
Edifici de tipus modern, de planta rectangular estructurada en planta baixa, tres pisos i un soterrani que s'annexa i comunica amb l'antiga fàbrica, avui lloc d'oficines i magatzem. Les tasques per fer divideixen l'edifici en dues parts: un primer bloc, proper a les oficines, comprèn la totalitat de les plantes, destinant-se a la neteja del blat. Aquest se separa de la resta de l'edifici pels dipòsits on el blat reposa i se li dona una major humitat. El segon bloc, la fàbrica, es dedica la planta baixa als motors i corretges; la primera, als molins; la segona, al procés de separació aire-farina; i la tercera, a la separació de la producció. Exteriorment l'edifici està arrebossat i pintat, i la coberta és plana.

## Història
Cal remuntar-nos al segle dinou per trobar els inicis de la farinera. El primer antecedent el trobem al Molí del Valeri, propietari que tenia una finca tocant el salt d'aigua del canal. Aprofitava la força de l'aigua per moldre blat alhora que feia llum pel poble i altres poblacions de la rodalia.
Cap als anys vint del segle vint, adquirí el molí la família Baiget. Amb ells neix la fàbrica de farines pròpiament dita, coneguda amb el nom de "La Magda". El molí vell continuava sent utilitzat per pinsos. A mitjans dels quaranta passà a mans del senyor Peralta, qui la fa gairebé com la coneixem actualment. D'ençà el 1975/76 en són propietaris la família Cervós, que n'han adaptat a les noves exigències de producció i de mercat.